# قائمة الأراضي التي احتلتها الإمبراطورية اليابانية
ك

## قبل الحرب العالمية الثانية
- جزر ريوكيو - 1609 - 1945 & ومنذ عام 1972
- جزر بونين - 1862 - 1945 ومنذ عام 1968
- جزر الكوريل - 1875- 1945
- الجزر البركانية - 1891 - 1945 ومنذ عام 1968
- تايوان - 1895 - 1945
- مينامي توري شيما - 1898-1945 ومنذ 1968
- جنوب كارافوتو - 1905 - 1945
- كوانتونغ - 1905- 1945
- كوريا - 1910 - 1945
- جنوب المحيط الهادئ 1914 - 1945
- شاندونغ - 1914 - 1922
- أوكينوفوريشما - 1931 - 1945 ومنذ 1968

- مانشوكو - 1931 - 1945
- جميع الموانئ والمدن الرئيسية في بريمورسكي كراي وسيبيريا في روسيا شرق مدينة تشيتا من 1918 حتى اجتياح سيبيريا.

## الحرب العالمية الثانية
| المنطقة المحتلة أوالمسيطر عليها          | الاسم الياباني                      | التاريخ                                                   | عدد السكان في عام 1943                  |                      |
| ---------------------------------------- | ----------------------------------- | --------------------------------------------------------- | --------------------------------------- | -------------------- |
| جنوب سخالين                              | محافظة كارافوتو                     | قبل الحرب - 1945                                          | 406,000                                 |                      |
| بر الصين الرئيسي                         | مختلف عليه                          | 1938 - 1945                                               | 200,000,000                             |                      |
| اليابان                                  | نايتشي                              | قبل الحرب - 1945                                          | 72,000,000                              |                      |
| كوريا                                    | تشوزن                               | قبل الحرب - 1945                                          | 25,500,000                              |                      |
| تايوان                                   | تايوان                              | قبل الحرب - 1945                                          | 6,586,000                               |                      |
| هونغ كونغ                                | هونغ كونغ                           | 12 ديسمبر 1940 - 15 أغسطس 1945                            | 1,400,000                               |                      |
| شرق آسيا                                 | -                                   | -                                                         | 306,792,000                             |                      |
| فيتنام                                   | آنان                                | 15 يوليو 1940 - 29 أغسطس 1945                             | 22,122,000                              |                      |
| كمبوديا                                  | كمبوديا                             | 15 يوليو 1940 - 29 أغسطس 1945                             | 3,100,000                               |                      |
| لاوس                                     | لاوس                                | 15 يوليو 1940 - 29 أغسطس 1945                             | 1,400,000                               |                      |
| تايلاند                                  | تاي                                 | 8 ديسمبر 1941 - 15 أغسطس 1945                             | 16,216,000                              |                      |
| ماليزيا                                  | مالايا بورنيو الشمالية              | 27 مارس 1942 - 6 سبتمبر 1945 29 مارس 1942 - 9 سبتمبر 1945 | 4,938,000 بالإضافة إلى 39,000 في بروناي |                      |
| الفلبين                                  | فلبين                               | 8 مايو 1942 - 5 يوليو 1945                                | 17,419,000                              |                      |
| أندونيسيا                                | هيقاشي إندو                         | 18 يناير 1942 - 21 أكتوبر 1945                            | 72,146,000                              |                      |
| سنغافورة                                 | جزيرة شونين                         | 29 مارس 1942 - 9 سبتمبر 1945                              | 822,000                                 |                      |
| ميانمار                                  | بوروما                              | 1942–1945                                                 | 16,800,000                              |                      |
| تيمور الشرقية                            | هيقاشي تشيمورو                      | 19 فبراير 1942 - 2 سبتمبر 1945                            | 450,000                                 |                      |
| جنوب شرق اسيا                            | -                                   | -                                                         | 155,452,000                             |                      |
| غينيا الجديدة                            |                                     | 27 ديسمبر 1941 - 15 سبتمبر 1945                           | 1,400,000                               |                      |
| غوام                                     | جزيرة أوميا                         | 6 يناير 1942 - 24 أكتوبر 1945                             |                                         | from Guam (USA)      |
| Former إقليم الوصاية لجزر المحيط الهادئ ‏ | N/A                                 | قبل الحرب - 1945                                          | 129,000                                 |                      |
| ناورو                                    | N/A                                 | 26 أغسطس 1942 - 13 سبتمبر 1945                            | 3,000                                   | from USA             |
| جزيرة ويك, US                            | جزيرة أوتوري                        | 27 ديسمبر 1941 - 4 سبتمبر 1945                            | nil                                     | USA                  |
| حملة جزر ألوتيان (US)                    | جزيرة أتستا جزيرة ناروكامي (鳴神島) | 6 يونيو 1942 - 27 سبتمبر 1943                             | nil                                     |                      |
| كيريباتي                                 | N/A                                 | ديسمبر 1941 - 22 يناير 1944                               | 28,000                                  | from جزر غيلبرت (UK) |
| :: Pacific Islands (subtotal)            |                                     |                                                           | 1,433,000                               |                      |
| :: Total Population                      |                                     |                                                           | 463,677,000                             |                      |

## اقرأ ايضًا
- مجال الازدهار المشترك لشرق آسيا الكبرى